# هايلاندس (كارولاينا الشمالية)
هايلاندس (بالإنجليزية: Highlands, North Carolina)‏ هي بلدة أمريكية تقع في الولايات المتحدة في كارولاينا الشمالية. يقدر عدد سكانها بـ 924 نسمة ومساحتها 16.0 كم2 وترتفع عن سطح البحر 1,255 متر.

## التركيبة السكانية
حدّد مكتب تعداد الولايات المتحدة بيانات التركيبة السكانية لهايلاندس في تعداد الولايات المتحدة. في ما يلي، التركيبة السكانية حسب تعدادي 2000 و2010.

### تعداد عام 2000
بلغ عدد سكان هايلاندس 909 نسمة بحسب تعداد عام 2000، وبلغ عدد الأسر 445 أسرة وعدد العائلات 253 عائلة مقيمة في البلدة. في حين سجلت الكثافة السكانية 56 نسمة لكل كيلومتر مربع (145.0/ميل2). وبلغ عدد الوحدات السكنية 1,713 وحدة بمتوسط كثافة قدره 105.5 لكل كيلومتر مربع (273.2/ميل2).
وتوزع التركيب العرقي للبلدة بنسبة 98.46% من البيض و0.11% من الأمريكيين ذوي الأصول الآسيوية و0.88% من الأعراق الأخرى و0.55% من عرقين مختلطين أو أكثر و2.97% من الهسبانيون أو اللاتينيون من أي عرق.
بلغ عدد الأسر 445 أسرة كانت نسبة 20.4% منها لديها أطفال تحت سن الثامنة عشر تعيش معهم، وبلغت نسبة الأزواج القاطنين مع بعضهم البعض 48.8% من أصل المجموع الكلي للأسر، ونسبة 6.1% من الأسر كان لديها معيلات من الإناث دون وجود شريك،  بينما كانت نسبة 2% من الأسر لديها معيلون من الذكور دون وجود شريكة وكانت نسبة 43.1% من غير العائلات. تألفت نسبة 36.9% من أصل جميع الأسر من عدة أفراد يعيشون في نفس المنزل ونسبة 15.7% كانت تتألف من شخص يعيش بمفرده يبلغ من العمر 65 عاماً أو أكثر. وبلغ متوسط حجم الأسرة المعيشية 2.04، أما متوسط حجم العائلات فبلغ 2.66.
بلغ العمر الوسطي للسكان 50.9 عاماً. وكانت نسبة 16.4% من القاطنين تحت سن الثامنة عشر، وكانت نسبة 5.4% بين الثامنة عشر والرابعة والعشرين عاماً، ونسبة 19.9% كانت واقعةً في الفئة العمرية ما بين الخامسة والعشرين والرابعة والأربعين عاماً، ونسبة 33.4% كانت ما بين الخامسة والأربعين والرابعة والستين، ونسبة 24.9% كانت ضمن فئة الخامسة والستين عاماً فما فوق. يوجد لكل 100 أنثى 91.4 ذكر، ويوجد لكل 100 أنثى في الثامنة عشر من عمرها فما فوق 84.5 ذكر.
بلغ متوسط دخل الأسرة في البلدة 33,750 دولارًا، أما متوسط دخل العائلة فبلغ 46,875 دولارًا. وكان متوسط دخل الذكور 31,964 دولارًا مقابل 20,662 دولارًا للإناث. وسجل دخل الفرد الخاص بالبلدة 24,120 دولارًا. وكانت نسبة 4.2% من العائلات ونسبة 7.5% من السكان تحت خط الفقر، وكان من هؤلاء نسبة 4.4% تحت سن الثامنة عشر ونسبة 13.5% في الخامسة والستين من العمر وما فوق.

### تعداد عام 2010
بلغ عدد سكان هايلاندس 924 نسمة بحسب تعداد عام 2010، وبلغ عدد الأسر 461 أسرة وعدد العائلات 273 عائلة مقيمة في البلدة. في حين سجلت الكثافة السكانية 56.9 نسمة لكل كيلومتر مربع (147.4/ميل2). وبلغ عدد الوحدات السكنية 2,099 وحدة بمتوسط كثافة قدره 129.2 لكل كيلومتر مربع (334.6/ميل2).
وتوزع التركيب العرقي للبلدة بنسبة 94.26% من البيض و0.22% من الأمريكيين الأصليين و0.65% من الأمريكيين ذوي الأصول الآسيوية و3.03% من الأعراق الأخرى و1.84% من عرقين مختلطين أو أكثر و5.74% من الهسبانيون أو اللاتينيون من أي عرق.
بلغ عدد الأسر 461 أسرة كانت نسبة 13.9% منها لديها أطفال تحت سن الثامنة عشر تعيش معهم، وبلغت نسبة الأزواج القاطنين مع بعضهم البعض 50.1% من أصل المجموع الكلي للأسر، ونسبة 5.2% من الأسر كان لديها معيلات من الإناث دون وجود شريك،  بينما كانت نسبة 3.9% من الأسر لديها معيلون من الذكور دون وجود شريكة وكانت نسبة 40.8% من غير العائلات. تألفت نسبة 37.1% من أصل جميع الأسر من عدة أفراد يعيشون في نفس المنزل ونسبة 21% كانت تتألف من شخص يعيش بمفرده يبلغ من العمر 65 عاماً أو أكثر. وبلغ متوسط حجم الأسرة المعيشية 2.00، أما متوسط حجم العائلات فبلغ 2.54.
بلغ العمر الوسطي للسكان 56.6 عاماً. وكانت نسبة 12.1% من القاطنين تحت سن الثامنة عشر، وكانت نسبة 5.7% بين الثامنة عشر والرابعة والعشرين عاماً، ونسبة 14% كانت واقعةً في الفئة العمرية ما بين الخامسة والعشرين والرابعة والأربعين عاماً، ونسبة 35% كانت ما بين الخامسة والأربعين والرابعة والستين، ونسبة 33.2% كانت ضمن فئة الخامسة والستين عاماً فما فوق. وتوزع التركيب الجنسي للسكان بنسبة 47.6% ذكور و52.4% إناث.